# Doggerbanke
Doggerbanke er en sandbanke beliggende i Nordsøen ca. 100 km ud for Storbritanniens kyst. Banken er opstået som moræne under den sidste istid, og over banken er der kun 13 m vand.
På grund af den lave vanddybde har Doggerbanke traditionelt været et godt område for fiskeri af torsk og sild. Navnet er afledt af "dogger", en betegnelse for et gammelt hollands skib, der fiskede med vod.
Under den russisk-japanske krig opstod den såkaldte Doggerbankeaffære, da den russiske flåde beskød britiske fiskerbåde. 

## Knudepunkt for vindenergi
I marts 2017 annoncerede Energinet planer om at undersøge muligheden for at skabe en kunstig ø på på 6 km2, som kan blive et vigtigt knudepunkt i nordsølandenes elsystem. Danmark, Holland og Tyskland vil i samarbejde undersøge muligheden for at opføre den kunstige ø, som ideelt vil skulle forsyne 80 mio. europæere med strøm.
Den kunstige ø skal dannes af 200 millioner kubikmeter sand, og den vil kunne samle strøm fra flere tusinde havmøller, i alt 30 gigawatt.